# Guarderia Laboral Germandat de Jesús Maestro
La Guarderia Laboral Germandat de Jesús Maestro és una obra de Ponts (Noguera) inclosa a l'Inventari del Patrimoni Arquitectònic de Catalunya.

## Descripció
Edifici de planta rectangular amb tres pisos, golfes i teulada a dues aigües. Façana amb porta adovellada a la qual s'accedeix per unes escales, tres obertures als dos pisos i una al superior -per damunt del qual hi ha un escrit, probablement "de Ponts"-. A l'interior s'hi conserva una capella, si bé el conjunt està molt modificat.

## Història
Aquesta casa de pedra i fusta, com a materials bàsics, fou construïda durant el segle xix per ser emprada com a hospital, mitjançant l'ajut del poble u del Bisbat d'Urgell. Més tard fou convertida en col·legi a càrrec de les monges de la Sagrada Família. Actualment està utilitzada com a guarderia laboral, per intentar ajudar a les mares que treballen.